# Spike Jones
Lindley Armstrong Jones, dit Spike Jones /spaɪk d͡ʒoʊnz/, est un musicien et acteur américain, né le 14 décembre 1911 à Long Beach en Californie et mort le 1er mai 1965 à Beverly Hills.

## Biographie
Son père est un agent des chemins de fer de la compagnie Southern Pacific.
Lindley est si maigre, qu'on le compare à un clou de rail, « rail spike » en anglais.
À l'âge de onze ans, il reçoit sa première batterie. Adolescent, il joue dans des groupes qu'il a lui-même formés. Dans un restaurant de gare, un cuisinier lui apprend à faire de casseroles, fourchettes, couteaux et cuillères des instruments de musique.
Dans les années 1930, il intègre le Victor Young Band et est invité à jouer dans diverses émissions de radio, notamment celle de Bing Crosby : Kraft Music Hall. De 1937 à 1942, il est percussionniste pour le John Scott Trotter Orchestra, qui a joué sur le premier enregistrement de la chanson White Christmas de et par Bing Crosby.
En 1940, il apparaît quelques instants dans le film Give Us Wings, sans être cité au générique. Avec le chanteur Del Porter il se produit à Los Angeles, avec succès. En 1941, le violoniste Carl Grayson rejoint le groupe. En 1942, il tient la vedette dans quatre petits films musicaux, appelées soundies, destinés à être joués sur des bornes payantes dans des arcades ou des bars. Parmi ces films : Pass the Biscuits, Mirandy, dans laquelle il apparaît en paysan.
D'autres membres intègrent le groupe : George Rock (chant et trompette), Mickey Katz (clarinette et chant), Doodles Weaver (chant) et Red Ingle (chant). Ils deviennent le groupe d'accompagnement de Spike Jones : The City Slickers. Le saxophoniste Ed Metcalfe joue avec Spike Jones pour un temps. Jones était marié à la chanteuse Helen Grayco, qui se produisait parfois à la radio avec lui. Ils signent un contrat avec la maison de disques RCA Victor en 1941, et enregistrent un grand nombre de disques jusqu'au milieu des années 1950. Ils présentent également une émission de télévision hebdomadaire sur NBC.

### Décès
Fumeur depuis sa jeunesse, Spike Jones meurt d'emphysème à Beverly Hills en Californie à 54 ans. Il est enterré au Holy Cross Cemetery de Culver City en Californie.

### Famille
Jones a eu quatre enfants : Spike Jr., Linda, Leslie, Michelle et Gina. Leslie est aujourd'hui la directrice de la musique de films pour George Lucas au Skywalker Ranch.

## Carrière

### Der Führer's Face
En 1942, Walt Disney réalise un dessin animé de propagande intitulé Donald Duck in Nutzi Land. Der Fuehrer's face contient la chanson éponyme de Spike Jones qui connut un grand succès. On dit même que Hitler l'avait entendue. C'est en fait le succès du disque qui a inspiré Disney, qui a eu l'idée de faire un dessin animé portant le titre de la chanson. Spike Jones atteint sept fois le top dix des ventes de disques entre 1942 et 1949, alors qu'une grève de la fédération américaine des musiciens empêche tout enregistrement durant une année.
En 1945, il a sa propre émission de radio. Il y reçoit, dans plus de soixante émissions, des invités tels que Groucho Marx, Frankie Laine et Burl Ives.
La parodie que fait Spike Jones de Ghost Riders in The Sky, la chanson de Vaughn Monroe est rapidement retirée de la vente et cesse d'être diffusée, en raison du mécontentement de Monroe (la parodie imitait un chanteur alcoolique et ridiculisait Monroe dans sa dernière strophe). Cet enregistrement très rare est très recherché. Frank Sinatra est invité dans l'émission en octobre 1948 et Lassie en mai 1949. À la fin des années 1940 et au début des années 1950 le groupe tourne aux États-Unis et au Canada sous le nom de « The Musical Depreciation Revue ». Le groupe passe de sept à seize membres. Spike Jones apparaît également dans une douzaine de films, jouant toujours son propre rôle. En 1957 le nom du groupe « City Slickers » est changé en « The Band That Plays For Fun ».

### Le massacre des classiques
Un de ses plus vieux enregistrements est une adaptation du Liebestraum n° 3 (« Rêve d'amour » n° 3) de Franz Liszt, interprété d'un ton enjoué sur des instruments inhabituels. L'ouverture du Guillaume Tell de Rossini a été, quant à elle, jouée avec des ustensiles de cuisine.
Durant ses concerts, Spike Jones acceptait les applaudissements en disant solennellement : « Thank you music lovers » (« Merci à vous, amoureux de la musique »).
Douze de ces interprétations de morceaux de musique classique sont réunies sur un même disque sorti en 1971 intitulé Spike Jones Is Murdering The Classics (Spike Jones massacre les classiques).
Mel Blanc, la voix de Bugs Bunny et d'autres personnages de dessins animés de la compagnie Warner Brothers enregistre son hoquet pour la chanson Clink Clink Another Drink. Des verres ont aussi été utilisés comme instruments dans cette chanson.
En décembre 1945, Jones enregistre une version du Casse-noisette de Tchaïkovski arrangé par Joe « Country » Washburn et des paroles de Porter Carlino. En 1948 Spike enregistre All I Want for Christmas Is My Two Front Teeth qui est numéro un des ventes de disques en janvier 1949. Dora Bryan connaît un succès en 1963 avec sa reprise : All I want For Christmas is a Beatle.

### LesSoundies
Le groupe réalise en 1942 une série de courts films musicaux appelés « soundies » ; destinés à être visionnés sur des scopitones.
Plus tard, dans d'autres films on peut voir Spike Jones sautiller en agitant des cloches de vaches, jouant du klaxon, de la corne de brume, puis du xylophone pour finir par tirer en l'air avec un pistolet. Un de leurs instruments était appelé un « latrinophone » : un siège de cuvette de toilettes avec des cordes.
Le groupe anime sa propre émission de variétés sur NBC puis sur CBS, de 1954 à 1961.

### Les années 1950

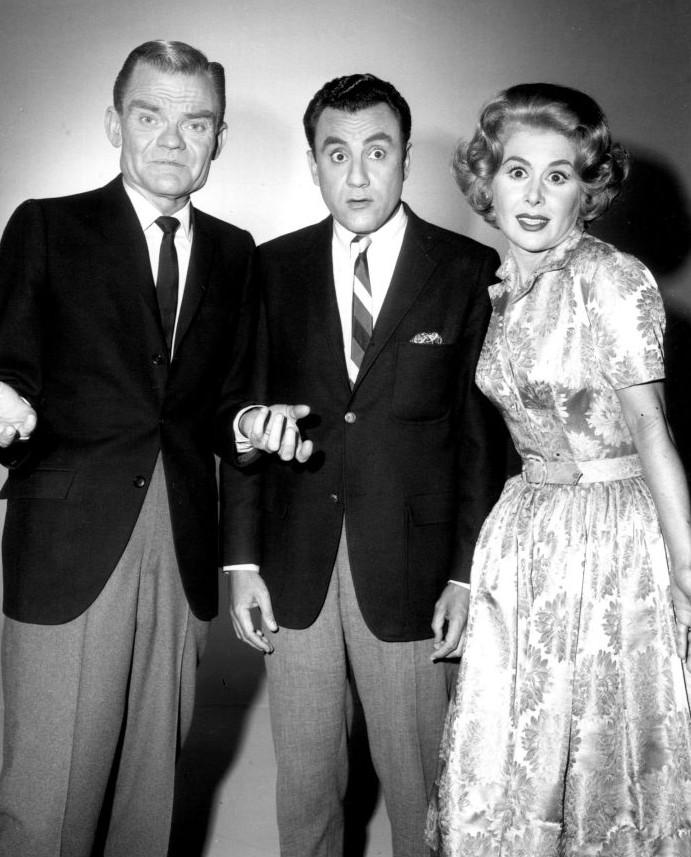
Spike Jones avec son épouse, Helen Grayco, et Bill Dana (au centre) en 1960 à la télévision.

Durant les années de guerre, Frank Sinatra qui était peu connu, trouva à s'occuper aux côtés de Spike Jones. Une fois célèbre, il rendra hommage à Jones en l'invitant dans son émission en 1958.
En 1956, Jones enregistra son premier album Dinner Music For People Who Aren't Very Hungry. Vers 1959 lui et son groupe commencèrent à être démodés, et furent moins actifs.

## Postérité

### Radioland Murders
En 1994, Mel Smith réalise un film d'après un scénario de George Lucas. Radioland Murders se déroule en 1939 et met en scène les personnages de Spike Jones et Frank Sinatra. Deux membres du groupe de Spike Jones jouent leur propre rôle dans ce film : Billy Barty (1924-2000) et « Mousie » Garner (1909-2004).

### Influences
Spike Jones a clairement été influencé par les Hoosier Hot Shots et les Marx Brothers.
Il a quant à lui influencé Stan Freberg, Gerard Hoffnung, Peter Schickele's P. D. Q. Bach, The Goons, les Beatles, Frank Zappa, George Maciunas, The Bonzo Dog Doo-Dah Band, The Mystic Knights of the Oingo Boingo, et The Roto Rooter Goodtime Christmas Band. Jones est mentionné dans la chanson de the Band Up on Cripple Creek. L'écrivain Thomas Pynchon est un de ses admirateurs et a écrit le livret d'une compilation des titres les plus extravagants de Spike Jones (intitulé Spiked !) paru en 1994 (BMG Catalyst). Le réalisateur Spike Jonze a quant à lui choisi son pseudonyme en référence à Spike Jones. 
Le groupe belge Telex a réalisé Spike Jones, un morceau dance fait de bruitages humoristiques.
La Bande à Basile a également chanté Monsieur Spike Jones.

### Traduction
- (en) Cet article est partiellement ou en totalité issu de l’article de Wikipédia en anglais intitulé « Spike Jones » (voir la liste des auteurs).